# Тампа Бей Бъканиърс
Тампа Бей Бъканиърс (на английски: Tampa Bay Buccaneers) е отбор по американски футбол, базиран в Тампа, Флорида. Състезава се в Южната дивизия на Националната футболна конференция на Националната футболна лига.
„Бъкс“ са създадени през 1976 г., заедно със „Сиатъл Сийхоукс“, и през първия си сезон и двата отбора са в Американската футболна конференция (АФК). „Тампа“ печелят Супербоул два пъти – след сезон 2002,2020.
От 1995 г., собственик на отбора е Малкълм Глейзър, който купува отбора за рекордните за времето си 192 милиона долара.

## Факти
Основан: през 1976
Основни „врагове“: „Атланта Фалкънс“, „Грийн Бей Пакърс“
Носители на Супербоул: (2)
- 2002,2020

Шампиони на конференцията: (2)
- НФК:  2002,2020

Шампиони на дивизията: (6)
- НФК Център: 1979, 1981, 1999
- НФК Юг: 2002, 2005, 2007

Участия в плейофи: (10)
- НФЛ: 1979, 1981, 1982, 1997, 1999, 2000, 2001, 2002, 2005, 2007,2020